# Portretul Margueritei Gauthier-Lathuille
Portretul Margueritei Gauthier-Lathuille sau Tânără în alb este o pictură în ulei pe pânză din 1878 realizată de pictorul francez Édouard Manet. Acum se află la Musée des Beaux-Arts din Lyon pe care l-a achiziționat în 1902. Ea nu a pozat niciodată pentru partea finală a lucrării, astfel că Manet s-a bazat pe câteva schițe pe care le-a realizat. Pictura urma să fie un cadou pentru tatăl ei.
În anii 1870, Manet a participat regulat la cabaretul condus de tatăl tinerei pe avenue de Clichy, în cartierul Batignolles din Paris, în apropiere de Café Guerbois, un loc de adunare pentru impresioniști. În 1879 l-a arătat pe fundalul La restaurantul Père Lathuille.